# 2797 Teucro
2797 Teucro é um grande asteroide troiano de Júpiter que orbita no ponto de Lagrange L4 do sistema Sol - Júpiter, no "campo grego" de asteroides troianos. Ele possui uma magnitude absoluta de 8,7 e um diâmetro de 111,14 km.

## Descoberta e nomeação
2797 Teucro foi descoberto no dia 4 de junho de 1981, pelo astrônomo Edward L. G. Bowell através do Observatório Lowell localizado na Estação Anderson Mesa. Esse objeto foi nomeado em honra do herói grego Teucro, que lutou durante a Guerra de Troia.

## Características orbitais
A órbita de 2797 Teucro tem uma excentricidade de 0,088 e possui um semieixo maior de 5,106 UA. O seu periélio leva o mesmo a uma distância de 4,657 UA em relação ao Sol e seu afélio a 5,555 UA.